# سیارک ۳۶۱۱
سیارک ۳۶۱۱ (به انگلیسی: 3611 Dabu، نامگذاری:1981YY1) سه هزار و ششصد و یازدهمین سیارک کشف شده‌است که در ۲۰ دسامبر ۱۹۸۱ کشف شد.
قدر مطلق سیارک برابر ۱۲٫۷۰ است.